# Паражбеляк
Паражбеляк (мар. Порашпиляк) — деревня в Волжском районе Республики Марий Эл (Россия), в составе Сотнурского сельского поселения.

## География
Деревня находится в 3 километрах (5 км по автодорогам) к югу от центра поселения — села Сотнур. Расстояние до Волжска — 37,5 км (по автодорогам — 57 км) на юго-запад.

## История
Легенда гласит, что первопоселенцем был некий Пораш, который выкорчевал вековые деревья и распахал участок. Порашпиляк с марийского языка переводится как участок земли Пораша. В 1763 году в починке Паражбеляк проживали 53 мужчины, 27 женщин, государственные крестьяне, мари.
В 1839 году деревня Паражбеляк входила в состав Петъяльского общества Петъяльской волости. В деревне находилось 23 двора, насчитывалось 94 души мужского пола.
В «Списке населённых мест Российской империи», изданном в 1866 году, населённый пункт упомянут как казённая деревня Параш-Беляк 2-го стана Царёвококшайского уезда Казанской губернии, при овраге и источнике, расположенная в 94 верстах от уездного города Царёвококшайска. В деревне насчитывалось 35 дворов и 238 жителей (110 мужчин и 128 женщин).
В 1867 году деревня входила в состав Сотнурской волости, жители пользовались ключевой водой. В 1881 году 5 человек занимались рубкой и пилкой леса, 1 человек был плотником. В 1887 году в 55 дворах проживали 295 человек, из них 3 русских, остальные — марийцы. Жители держали 86 лошадей, 93 головы КРС, 289 голов мелкого рогатого скота и другой скотины. В 1899 году в деревне работало предприятие бакалейной торговли.
В 1919 году работала марийская школа I ступени. В 1923 году в деревне Паражбеляк Сотнурской волости Краснококшайского кантона в 68 дворах проживали 332 человека. В 1927 году деревня входила в состав Сотнурского сельсовета Звениговского кантона.
В 1930 году в деревне также работала школа I ступени. В начале 1930-х годов образован колхоз имени Жданова. В 1939 году в Паражбелякской начальной школе обучалось 114 учеников, работали 4 учителя. В том же году построено новое здание школы.
В 1940 году колхоз имени Жданова обслуживался Сотнурской МТС. В его состав входило 70 дворов, 270 человек. В коровнике и телятнике содержались 28 голов КРС, в конюшне 68 лошадей, кроме этого было 54 овцы и 102 головы птицы. Работала кузница. Имелись сельскохозяйственные машины: молотилка, жатка, лобогрейка, 26 конных плугов, 2 веялки, 2 лущильника, соломорезка, 52 телеги и 50 саней. Для собранного урожая в колхозе находились 2 овина, 2 крытых тока. В деревне работал клуб на 150 мест.
В 1950/51 учебном году в Паражбелякской начальной школе обучались 80 человек из деревень Паражбеляк и Памашенер, преподавание велось на марийском языке.
С 1970 года деревня стала подразделением совхоза «Дружба».
В 1980 году в деревне Паражбеляк Петъяльского сельсовета Волжского района имелось 50 хозяйств, проживали 57 мужчин и 97 женщин, большинство составляли марийцы. В деревне проходила грунтовая дорога. Было электричество, радио, телефоны и телевизоры. Жители пользовались привозным газом и водой из трёх колодцев. Большинство домов в деревне были построены в годы войны. Работал продовольственный магазин.
В 2004 году деревня вошла в состав Сотнурского сельского поселения.

## Население
| 2002 | 2010 |
| ---- | ---- |
| 63   | ↘44  |

В 2003 году по данным текущего учёта в деревне проживало 62 человека в 30 дворах, согласно переписи 2002 года — 63 человека (28 мужчин, 35 женщин, марийцы — 100 %). По переписи 2010 года — 44 человека (21 мужчина, 23 женщины).

## Инфраструктура
Население имеет приусадебные участки, на которых выращивают картофель и другие овощи. Дома в деревне деревянные, крыши покрыты железом, нового строительства не ведётся. Во всех домах есть радио, телевизоры. За медицинской помощью жители обращаются в Сотнурскую участковую больницу и в Памашенерский ФАП. В магазины и на рынок ходят в село Сотнур, культурные мероприятия посещают в Памашенерском сельском клубе. Дети учатся в Сотнурской средней школе. До районного центра жители добираются на рейсовых автобусах сообщением Волжск — Сотнур.